# Scopula purpureofasciata
Scopula purpureofasciata là một loài bướm đêm trong họ Geometridae.